# 사합틴어족
사합틴어족(영어: Sahaptian languages)는 미국 북서부에 분포하는 어족으로, 워싱턴주, 오리건주, 아이다호주의 컬럼비아고원에 살고 있는 미국 원주민들이 사용하는 두 개의 언어가 속한다.
고원펜우티어족의 일부라는 주장이 제기되었다.

## 분류
사합틴어족에는 크게 두 개의 언어가 속한다.
1. 네즈퍼스어 (Niimi'ipuutímt, Nez Percé, Nezperce)
- 상류 네즈퍼스어
- 하류 네즈퍼스어

2. 사합틴어 (Sħáptənəxw)
- 북부 사합틴 방언군

- 북서 사합틴 방언군
- 북동 사합틴 방언군

- 남부 사합틴 방언군 (컬럼비아강 방언군)

- 테니노 방언
- 우마틸라 방언

네즈퍼스어는 크게 상류와 하류 방언으로 나뉜다. 사합틴어는 보다 여러 방언이 있으며 내적 다양성이 더 크다.
어족을 가리키는 이름인 “사합틴”(영어: Sahaptian)과 언어를 가리키는 이름인 “사합틴”(영어: Sahaptin)은 혼용되는 경우가 많다.

## 부족
- 상류 카울리츠족
- 키티타스족 (상류 야키마족, 프슈와느와팜족, 프스와느와팜족)
- 클리키탯족
- 네즈퍼스족
- 팔루스족
- 테니노족
  - 타이족 (상류 더슈츠족)
  - 와이암족 (하류 더슈츠족)
  - 스킨파족 (스킨족)
- 우마틸라족
- 왈라왈라족
- 와나품족
- 와우유크마족 (하류 스네이크족)
- 야카마족

## 참고 문헌
- Aoki, Haruo. (1966). Nez Percé vowel harmony and proto-Sahaptian vowels. Language, 42, 759-767.
- Aoki, Haruo. (1970). Nez Percé grammar. University of California publications in linguistics (Vol. 62). Berkeley: University of California Press. ISBN 0-520-09259-7.
- Mithun, Marianne. (1999). The languages of Native North America. Cambridge: Cambridge University Press. ISBN 0-521-23228-7 (hbk); ISBN 0-521-29875-X.
- Rigsby, Bruce. (1965). Continuity and change in Sahaptian vowel systems. International Journal of American Linguistics, 31, 306-311.
- Rigsby, Bruce; & Silverstein, Michael. (1969). Nez Percé vowels and proto-Sahaptian vowel harmony. Language, 45, 45-59.
- Rude, Noel.  (2012). Reconstructing Proto-Sahaptian Sounds. University of British Columbia Working Papers in Linguistics, Vol. 32, pp. 292–324.  Papers for the Forty-seventh International Conference on Salish and Neighbouring Languages, Cranbrook, British Columbia, Canada, August 3–5, 2012, edited by Joel Dunham, John Lyon & Natalie Weber.